# Weekend!
Weekend! (Víkend!) je píseň německé skupiny Scooter z alba The Stadium Techno Experience z roku 2003. Jako singl vyšla píseň v roce 2003. Videoklip s tanečnicemi nahoře bez způsobil skutečný skandál. Singl obsahuje také videoklip, making of a obrázky. HPV je zpíváno Nicole Sukar (Nikk).

## Seznam skladeb
1. Weekend! (Radio Edit) – (3:35)
2. Weekend! (Extended) – (5:10)
3. Weekend! (Club Mix) – (6:02)
4. Curfew – (3:14)

## Seznam skladeb (Limitovaná edice)
1. Weekend! (Extended) – (5:11)
2. Curfew – (3:14)
3. Posse (I Need You On The Floor) (N-Trance Remix) – (5:59)
4. Weekend! (DTS Version) – (3:44)

## Seznam skladeb (UK version)
1. Weekend! (Radio Edit) – (3:37)
2. Weekend! (N-Trance Remix) – (6:27)
3. Ramp! (The Logical Song) (Starsplash Remix) – (7:18)

## Umístění ve světě
| Hitparáda      | Umístění |
| -------------- | -------- |
| Švýcarsko      | 33       |
| Velká Británie | 4        |
| Finsko         | 7        |
| Švédsko        | 9        |
| Německo        | 2        |